# Alstom Citadis
Alstom Citadis – rodzina niskopodłogowych tramwajów produkowanych przez Alstom głównie w jego zakładach we Francji, ale również w Niemczech i polskim zakładzie Alstom Konstal z Chorzowa.

## Projekt
Tramwaje z rodziny Citadis początkowo zostały zaprojektowane jako pojazdy częściowo niskopodłogowe, a następnie całkowicie niskopodłogowe.

## Produkowane wersje

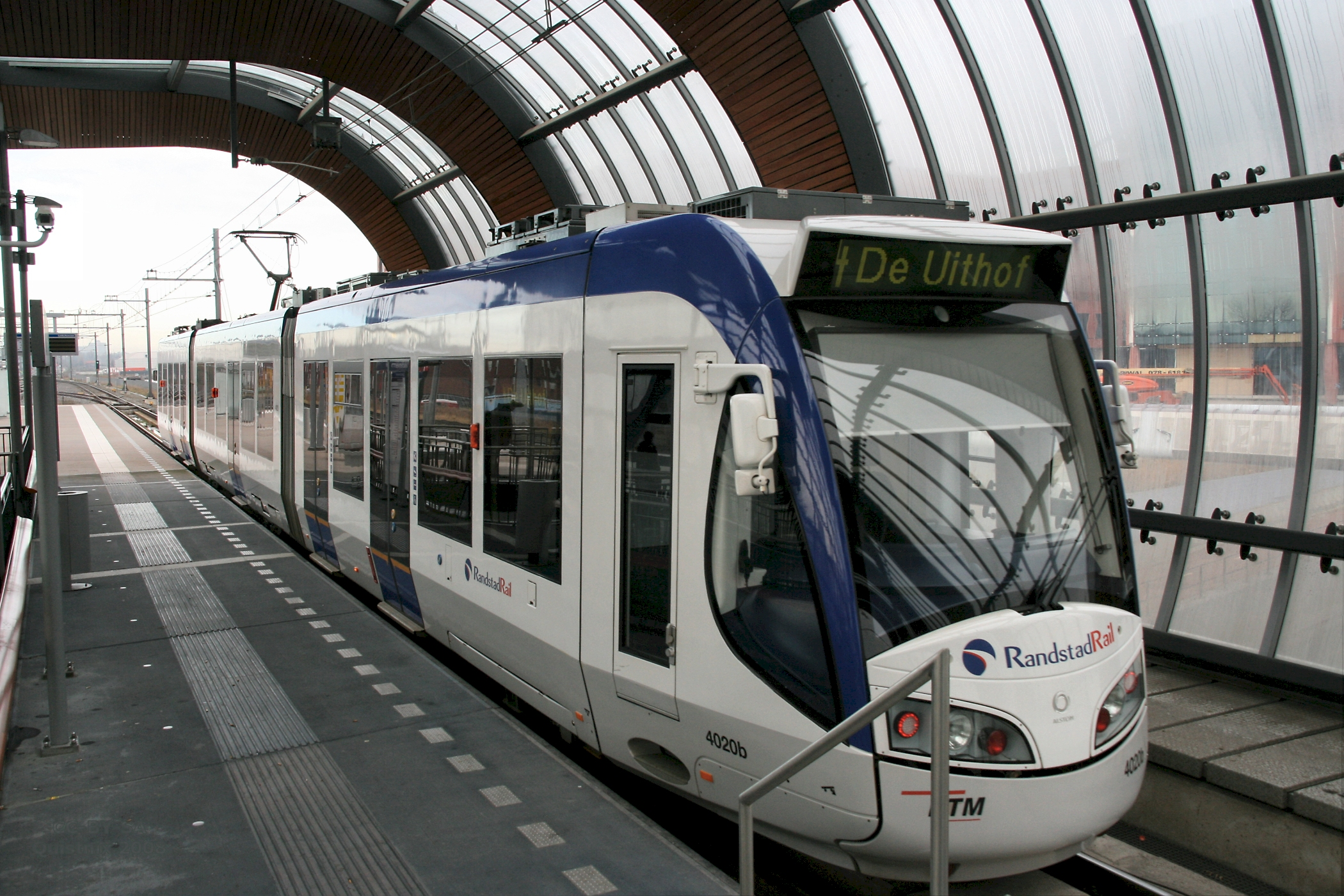
RegioCitadis – jedyna międzymiastowa wersja Citadisa

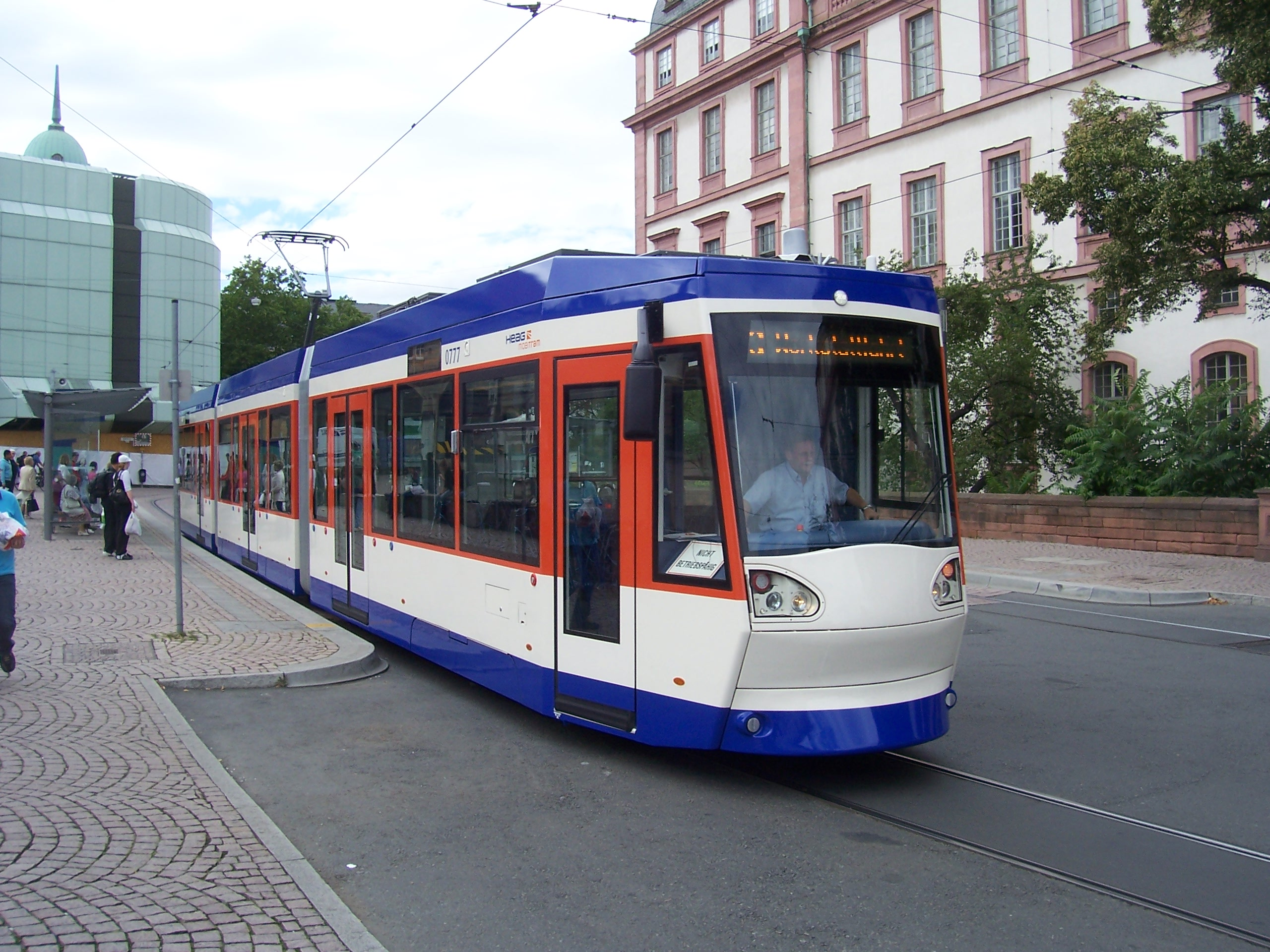
Citadis 200 (ST14) w Darmstadt

W 1997 francuskie miasto Montpellier złożyło pierwsze zamówienie na Citadisy, które dostarczono we wrześniu 1999. Pojazdy oznaczone jako Citadis 301 i Citadis 401 miały długość odpowiednio 30 i 40 m oraz 70% niskiej podłogi. Tramwaje z tej samej generacji zamówił również Orlean i Dublin.
Druga generacja objęła tramwaje Citadis 202, Citadis 302 i Citadis 402. Mają one od 2 do 7 członów oraz są całkowicie niskopodłogowe. Powstała również odmiana Citadis 403 wyposażona w koła o mniejszej średnicy kół w wózku znajdującym się pod kabiną motorniczego dostarczona do Strasburga, natomiast Bordeaux otrzymało serie 302 i 402 przystosowane do poboru energii elektrycznej zarówno z sieci trakcyjnej, jak i trzeciej szyny umieszczonej pomiędzy szynami jezdnymi. Wagony z tej generacji pojazdów Citadis można również spotkać m.in. w Nicei, Jerozolimie, Teneryfie, Tunisie, Madrycie, Tuluzie, Dubaju i Algierze.
Dla polskich przewoźników przygotowana została wersja Citadis 100. Alstom Konstal w latach 1999–2000 wykonał 4 tramwaje typu NGd99 dla Gdańska, a w latach 2000–2001 zbudował 17 wozów typu 116Nd dla Tramwajów Śląskich.
Dla miast niemieckich opracowano wersję Citadis 200 z 70-procentowym udziałem niskiej podłogi. Tramwaje wyprodukowano w zakładach Alstom Transport Deutschland w Salzgitter. Łącznie dostarczono 145 tramwajów do Magdeburga, Gery, Darmstadt i Brunszwiku. Na przełomie XX i XXI w. tramwaje z Magdeburga testowano w Poznaniu, Warszawie, Szczecinie i Wrocławiu.
Specjalnie z myślą o rynku środkowo- i wschodnioeuropejskim opracowano niskopodłogową wersję Citadis X-04 wyposażoną w stalowe nadwozie. Pojazdy tego typu zostały wyprodukowane w chorzowskim Konstalu i eksploatowane są w Stambule.
Tramwaje RegioCitadis to pojazdy przeznaczone do eksploatacji zarówno w obrębie miasta, jak i poza jego granicami. Są budowane w zakładzie Alstom Transport Deutschland w niemieckim Salzgitter i wyposażane w stalowe nadwozia. Jedno z zamówień na te tramwaje pochodziło z Kassel, gdzie dostarczono Citadisy przystosowane do zasilania napięciem tramwajowym 600 V DC oraz 15 kV AC 16,7 Hz z sieci kolejowej DB Netz.
Seria Citadis Dualis, zbliżona do RegioCitadis, również może być zasilana różnymi napięciami. W zakładzie Alstom De Dietrich Ferroviaire w Reichshoffen wyprodukowano dla Valenciennes wersję dwusystemową na napięcia 750 V DC i 25 kV AC, natomiast Lyon otrzymał tramwaje na napięcia 750 V DC i 1,5 kV DC.
W lutym 2013 dla przewoźników z USA i Kanady zaprojektowano odmianę Spirit bazującą na wersji Citadis Dualis. Tramwaje te są całkowicie niskopodłogowe oraz mogą rozwinąć prędkość 100 km/h. Pojazdy trafiły m.in. do Ottawy.
Do połowy 2015 dostarczono łącznie ponad 1500 Citadisów do ponad 40 miast w kilkunastu państwach Europy, Afryki, Ameryki Południowej i Australii.